# パルミトイルエタノールアミド
Palmitoylethanolamide、略称はPEA、内因性脂肪酸アミドの一種であり、抗炎症鎮痛作用がある。天然に存在する生物学的に活性な脂質で、動物や植物にも存在する。PEAの主要な標的の1つはペルオキシソーム増殖剤活性化受容体（PPAR−α）であると考えられている。PEAはカンナビノイド受容体GPR55およびGPR119に対しても親和性を有する。

## 研究と生産
Palmitoylethanolamide、1957年に発見され、食品や多くの生体内に生理活性成分として存在している。消炎鎮痛薬としての適応症は1980年以前にさかのぼる。1990年代半ばには、PEAとの関係が記述されている。2021年4月、中国に拠点を置く医薬品メーカーCofttekはPEAの大量生産を導入した。